# 帕萨任弗朗卡
帕萨任弗朗卡是巴西马拉尼昂州的一个市镇。总面积1358.302平方公里，总人口17898人，人口密度13.2人/平方公里。